# Region Azji i Pacyfiku

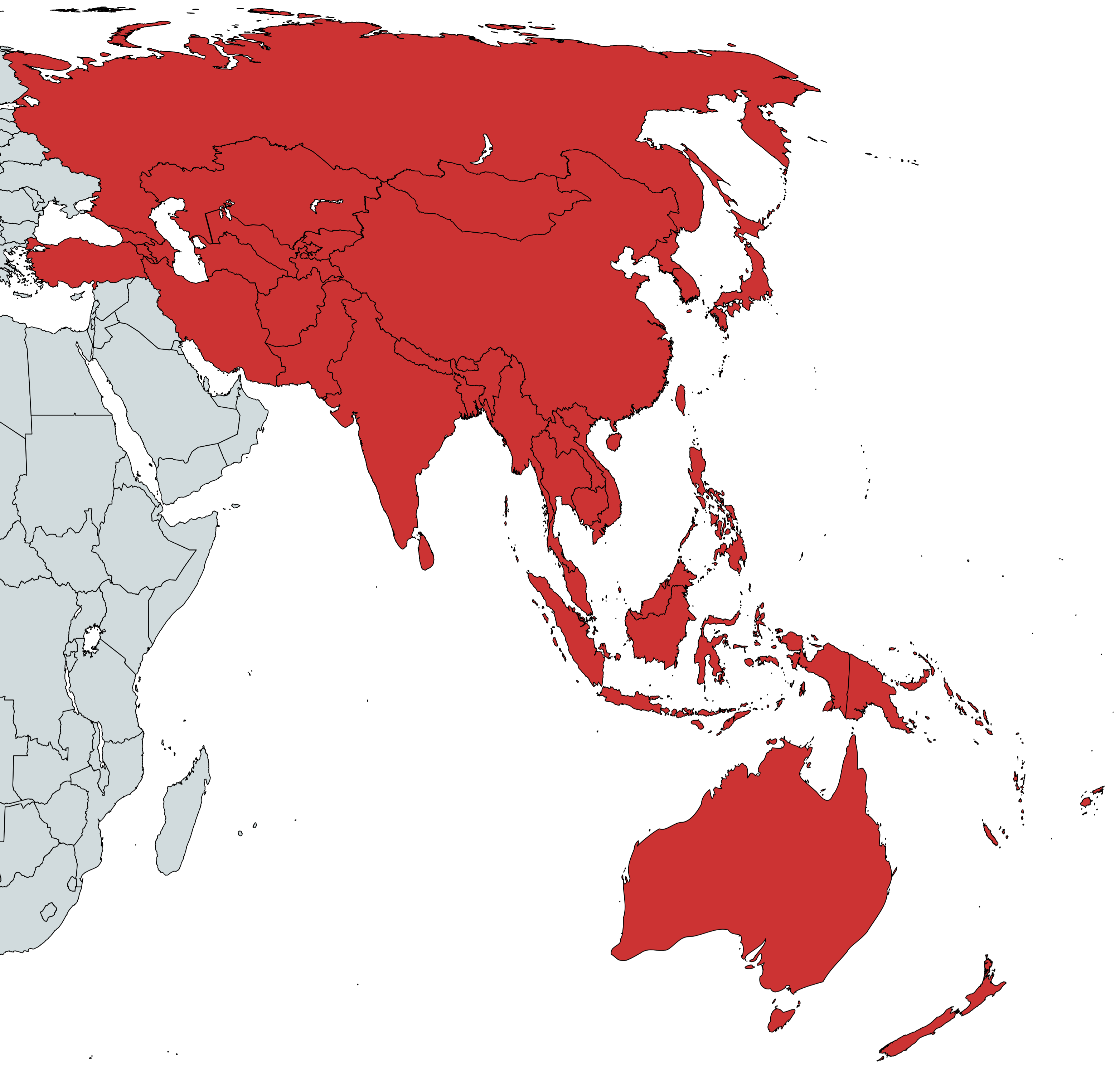
Region Azji i Pacyfiku według Komisji Gospodarczo-Społecznej Narodów Zjednoczonych ds. Azji i Pacyfiku (ESCAP)

Region Azji i Pacyfiku (ang. Asia–Pacific, APAC), znany też jako Indo-Pacyfik – region świata położony nad zachodnią częścią Oceanu Spokojnego. Dokładne granice regionu różnią się w zależności od kontekstu, ale często uwzględniane są kraje i terytoria w Australazji, Azji Wschodniej i Azji Południowo-Wschodniej.
W szerszym kontekście można uwzględnić Azję Środkową, Azję Północną, wyspy Pacyfiku, Azję Południową, Azję Zachodnią (w tym Półwysep Arabski i Lewant), a nawet regionu Pacyfiku w Ameryce . Na przykład Wspólnota Gospodarcza Azji i Pacyfiku (APEC) obejmuje pięć gospodarek (Kanadę, Chile, Meksyk, Peru i Stany Zjednoczone) w Nowym Świecie (bardziej standardowo nazywanym półkulą zachodnią). 
Termin ten zyskał popularność w latach 1980. w handlu, finansach i polityce. Pomimo heterogeniczności gospodarek poszczególnych regionów, większość państw w strefie to rynki wschodzące, notujące znaczny wzrost gospodarczy. Czasami używane jest pojęcie „Azji i Pacyfiku z wyłączeniem Japonii” (APEJ).

## Powiązane regiony
- Azja Wschodnia i Środkowa (ang. Central and Eastern Asia, CEA)
- Azja Wschodnia – niektóre firmy oddzielają swoją działalność w Azji Wschodniej od reszty Azji i odnoszą się do regionu Orientu osobnie niż do regionu Azji Zachodniej / Centralnej
- Oceania
- Azja Południowo-Wschodnia
- Azja Południowa
- Azja Zachodnia